# Ten Sleep, Wyoming
Ten Sleep är en småstad (town) i Washakie County i delstaten Wyoming i USA, med 260 invånare vid 2010 års folkräkning.

## Geografi
Staden ligger i Big Horn Basin-regionen vid västra foten av Big Horn Mountains, omkring 42 km (26 miles) öster om Worland och 95 km (59 miles) väster om Buffalo. Genom orten rinner Tensleep Creek, ett biflöde till Nowood River som i sin tur rinner ut i Bighorn River.

## Historia
Namnet Ten Sleep på platsen och vattendraget är av indianskt ursprung, äldre än den nuvarande bosättningen, och tros syfta på en avståndsbeteckning: Härifrån är det omkring tio dagsetapper till Fort Laramie, till Fort Yellowstone i nuvarande Mammoth och till indianagenturen vid Stillwater River i Montana.